# حصاة الطلحة
حصاة الطلحة كتلة صخرية تحوي العديد من النقوش الثمودية. تقع في منطقة القصيم وسط المملكة العربية السعودية.

## الوصف
هي كتلة صخرية صفراء وغير قاسية مستطيلة الشكل طولها 2 متر، وعرضها 80 سم، وارتفاعها 70 سم٬ تقع في الجهة الشمالية الغربية من بلدة غاف الجواء على مسافة 10 كم تقريبًا. وتشكل الحصاة ضمن مرتفعات صخرية وأحجار متناثرة حزام عريضا تحيط به قيعان وشعاب صالحة للرعي.
مما يلاحظ أن هذه الصخرة تقع في مكان غير بارز أو مرتفع٬ ومع ذلك احتوت على عدد من الوسوم المنقوشة إلى جانب نقش ثمودي ولعل طبيعة الحصاة المستوية٬ بالإضافة إلى إمكانية الجلوس عليها أو بجانبها أو الاحتماء بها هي التي جذبت صاحب النقش للكتابة عليها.